# Brian Bell
Brian Bell (Iowa City, Iowa, 9 de Dezembro de 1968) é um guitarrista, cantor e compositor americano. Este é mais conhecido por ser o guitarrista rítmico, voz secundária e vocalista ocasional da banda de rock alternativo Weezer, com os quais já gravou nove álbuns de estúdio. Bell também lidera a banda de rock The Relationship, tendo sido anteriormente vocalista e guitarrista da banda de indie rock Space Twins.
Mudando-se para Los Angeles aos dezoito anos de idade, Bell tocou baixo na banda Carnival Art, lançando três álbuns de estúdio com estes antes de partir em 1993. Bell juntou-se aos Weezer como guitarrista e voz secundária, a pedido do membro da banda Matt Sharp. Substituindo o membro fundador Jason Cropper, Bell juntou-se à banda durante a gravação do seu álbum de estreia, Weezer (1994). Através dos singles "Buddy Holly", "Undone – The Sweater Song" e "Say It Ain't So", o álbum tornou-se um sucesso crítico e comercial, lançando os Weezer para uma carreira de sucesso que perdura até aos dias de hoje.

## Início
Bell nasceu em Iowa City, Iowa, como filho de Tom Bell, um professor de geografia da Western Kentucky University, e de Linda Menasco, directora-adjunta de uma escola primária. Este cresceu em Knoxville, Tennessee. O seu primeiro contacto com o mundo da música foi feito aos quatro anos, quando os seus pais o levaram a um concerto de Elvis Presley no Knoxville Civic Auditorium. Cedo Bell começou a ficar obcecado com a colecção de discos do seu pai, tocando-os constantemente. Ainda criança foi forçado pela sua mãe a ter lições de piano, recusando que ele tivesse lições de guitarra até à escola secundária porque esta "não acreditava que ele iria praticar". Entretanto, no seu primeiro ano na escola secundária, os seus pais permitiram que ele tivesse lições de guitarra do músico de Knoxville Ben Bolt. Durante o seu primeiro ano de ensino secundário foi obrigado a trocar de escola - "Eu estava indicado para ir para a County School e a minha mãe ensinava na cidade, o que significava que eu poderia ir para uma escola mais privilegiada. Ao fazê-lo fiquei rodeado de snobes. Eu estava a tentar descobrir quem era na altura, então decidi ir para a escola para qual estava indicado ao início". Ele começou a tocar numa banda com os amigos da escola Trey Counce, Tim e Glenn Maloof, chamada Blooshroom, a qual Bell descrevia como "Pink Floyd-encontra-The Stooges".
Depois de completar o ensino secundário na Bearden High School em 1987, Bell decidiu não seguir para o ensino superior por sentir que seria uma "perda de dinheiro". Aos 18 anos de idade, Bell mudou-se para Los Angeles, Califórnia, matriculado no G.I.T. Em 1991, tornou-se um membro dos Carnival Art, que lançaram três álbuns oficiais e um EP com Bell a tocar baixo. Infelizmente, a banda teve um nível de venda de discos extremamente baixo e acabou por ser abandonada pela editora discográfica Beggars Banquet. Foi por volta da altura em que os Carnival Art se desintegravam que Bell se tornou próximo dos membros dos Weezer - "Eles começaram a tocar no circuito e eu vi logo que havia algo de único neles. Eu não queria necessariamente estar na banda deles. Eles estavam por alguma razão com o público errado e a tocar nos locais errados. Eu queria-os ajudar de algum modo que pudesse e eu queria tocar num espectáculo com eles". Uma noite, no final do Verão de 1993, enquanto guiava, Bell decidiu de uma vez por todas sair dos Carnival Art. Quando chegou a casa encontrou no seu atendedor de chamadas uma mensagem do baixista dos Weezer Matt Sharp. Sharp telefonou de novo no dia seguinte, Rivers Cuomo pegou no telefone e convidou-o para se juntar à banda.

## Weezer
Bell juntou-se aos Weezer em 1993, durante a gravação do The Blue Album, substituindo Jason Cropper. Desde então permanece como membro dos Weezer. Para além dos vocais de apoio e de tocar guitarra principal e guitarra rítmica, Bell toma conta dos muitos deveres multi-instrumentais durante os espectáculos ao vivo dos Weezer. Quando as músicas pedem o uso de teclado ou de harmónica, Bell frequentemente toca-os.
Apesar de todos os créditos de composição musical do álbum de 2005 dos Weezer Make Believe serem atribuídos a Rivers Cuomo, Bell compôs a introdução de "We Are All on Drugs" e o duelo de guitarra de "This Is Such a Pity". Bell também contribuiu para a música "Thought I Knew" do álbum homónimo da banda de 2008, tal como "It's Easy", um demo exclusivo do iTunes que serve de faixa bónus ao mesmo álbum. Isto marcou a primeira vez que os Weezer lançaram oficialmente uma música composta e cantada por Brian Bell, apesar da banda ter gravado um demo e ter tocado ao vivo a música de Brian "Yellow Camaro" em 2002. A música acabou por entrar no LP de estreia dos Space Twins, The End of Imagining.
Em 2005, durante as actuações ao vivo com a banda, Brian cantou "Why Bother?", "Smile", "Getchoo" e "Keep Fishin'". Em 2008, durante a digressão Hootenanny Tour, este cantou "El Scorcho" e "Suzanne". Bell actualmente toca com várias guitarras Gibson e Fender nos espectáculos ao vivo, incluindo uma Les Paul e Telecaster. O seu principal amplificador é um Matchless Independence, de três canais e com tubo enrolado manualmente, fornecendo a distorção saliente pela qual os Weezer são conhecidos.

## Discografia

### Com os Weezer
- Weezer (The Blue Album) (1994)
- Pinkerton (1996)
- Weezer (The Green Album) (2001)
- Maladroit (2002)
- Make Believe (2005)
- Weezer (The Red Album) (2008)
- Raditude (2009)
- Hurley (2010)
- Death to False Metal (2010)
- Everything Will Be Alright in the End (2014)
- Weezer (The White Album) (2016)
- Pacific Daydream (2017)
- Weezer (The Teal Album) (2019)
- Weezer (The Black Album) (2019)
- OK Human (2021)
- Van Weezer (2021)

### Com os Space Twins
- No Show EP (1994)
- Osaka Aquabus EP (1997)
- TV, Music & Candy EP (1998)
- The End of Imagining (2003)

### Com os The Relationship
- The Relationship (2010)